# Vaulx (Haute-Savoie)
Vaulx település Franciaországban, Haute-Savoie megyében. Lakosainak száma 1080 fő (2022. január 1.). Vaulx Étercy, Hauteville-sur-Fier, Lovagny, Nonglard, Saint-Eusèbe, Sillingy és Thusy községekkel határos.

## Népesség
A település népessége az elmúlt években az alábbi módon változott:
| Lakosok száma | 890  | 952  | 982  | 978  | 1000 | 1022 | 1044 | 1050 | 1080 |
|               | 2013 | 2015 | 2016 | 2017 | 2018 | 2019 | 2020 | 2021 | 2022 |